# Ботанічний сад Сьєнфуегоса
Ботанічний сад Сьєнфуегоса (ісп. Jardín botánico de Cienfuegos) — ботанічний сад у кубинській провінції Сьєнфуегос біля однойменного міста. Ботанічний сад був заснований 1901 року. 20 жовтня 1989 року ботанічний сад було оголошено Національною пам'яткою. Ботанічний сад має міжнародний ідентифікаційний код CIENF.

## Опис ботанічного саду
Ботанічний сад розташований приблизно за 15 км від Сієнфуегосу на дорозі, що веде до Тринідаду. 
Середньорічна температура:  24,5° C.
 
Середня максимальна температура: 30,4° C.

Мінімальна середня температура: 20,0° C.

Середньорічна кількість опадів: 1400 мм.

Висота: 50 метрів над рівнем моря.

Площа ботанічний саду складає 97 га. 
У ботанічному саду налічується понад 2000 видів рослин, які представляють 670 родів та  125 родин, переважно деревних; з яких тільки 30% представляють місцеву флору.
Спеціальні колекції:
- Пальмові (280 видів),
- Шовковицеві (65 видів),
- Колекція бамбука (23 вида),
- Колекція орхідей (більше 400 видів),
- тропічні дерева,
- фруктові дерева,
- ксерофітні рослини та сукуленти,
- водні рослини,
- лікарські рослини гір Ескамбрай в центральній частині Куби.

## Галерея

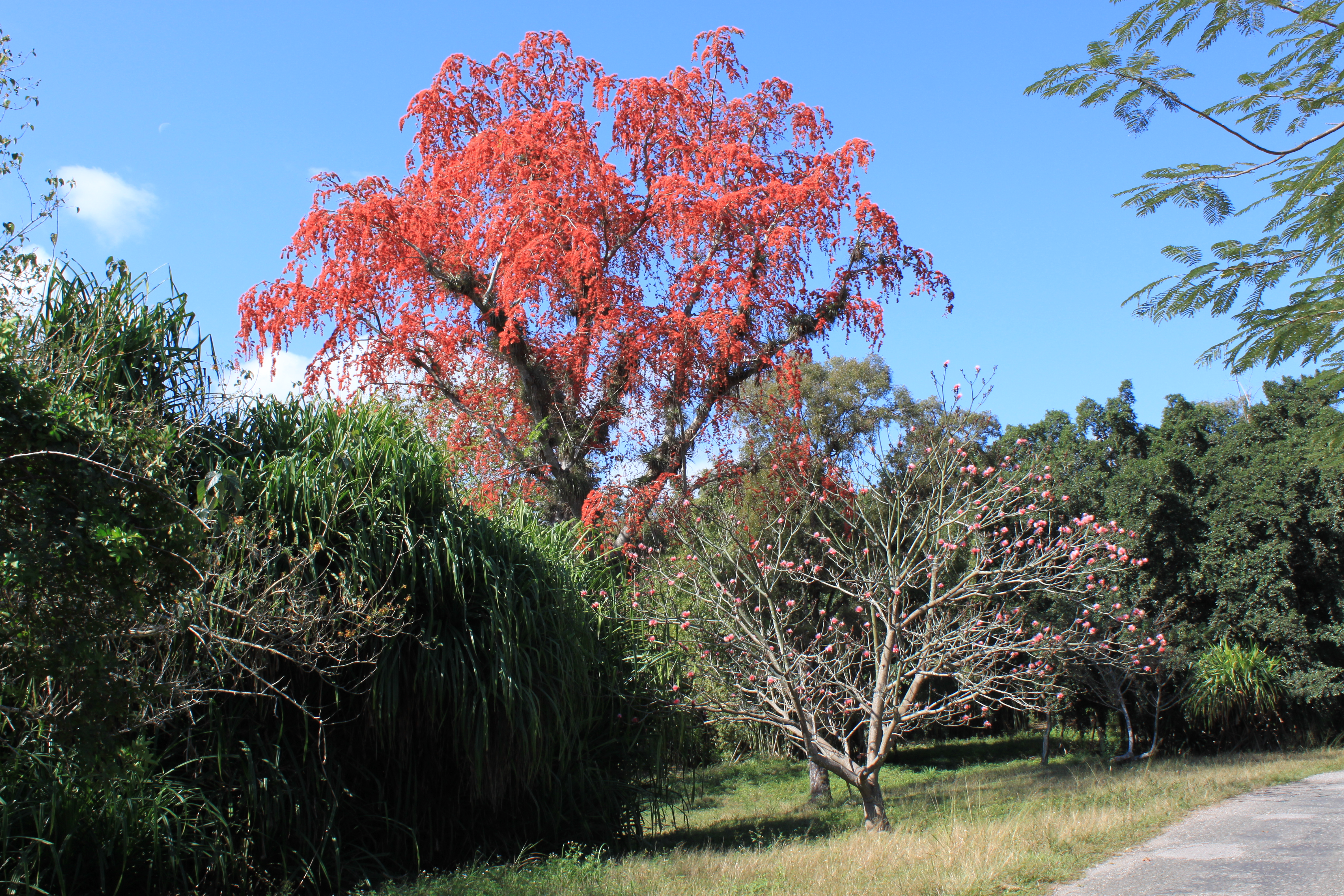
Квітуче дерево
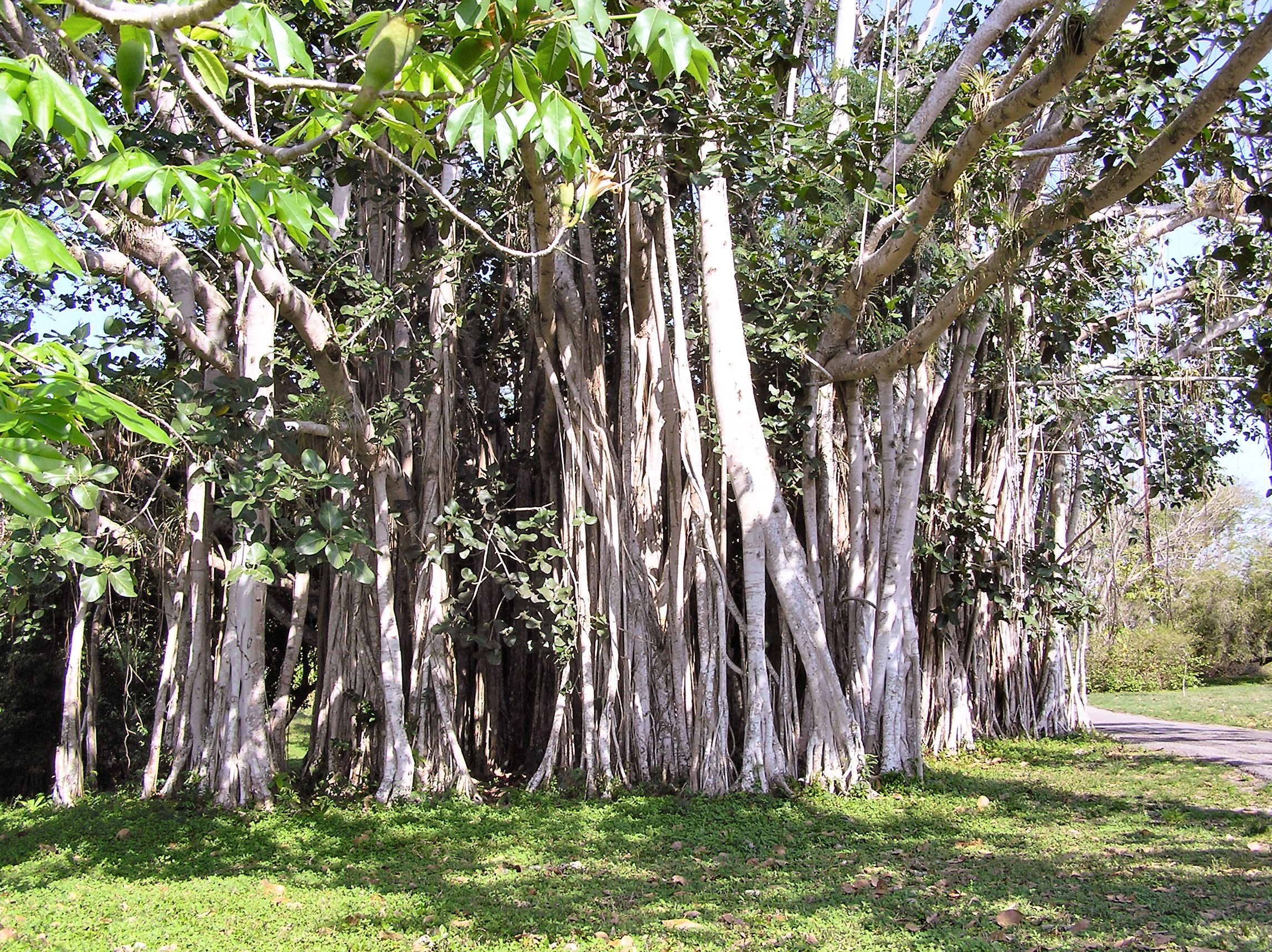
Дерева з повітряними коріннями
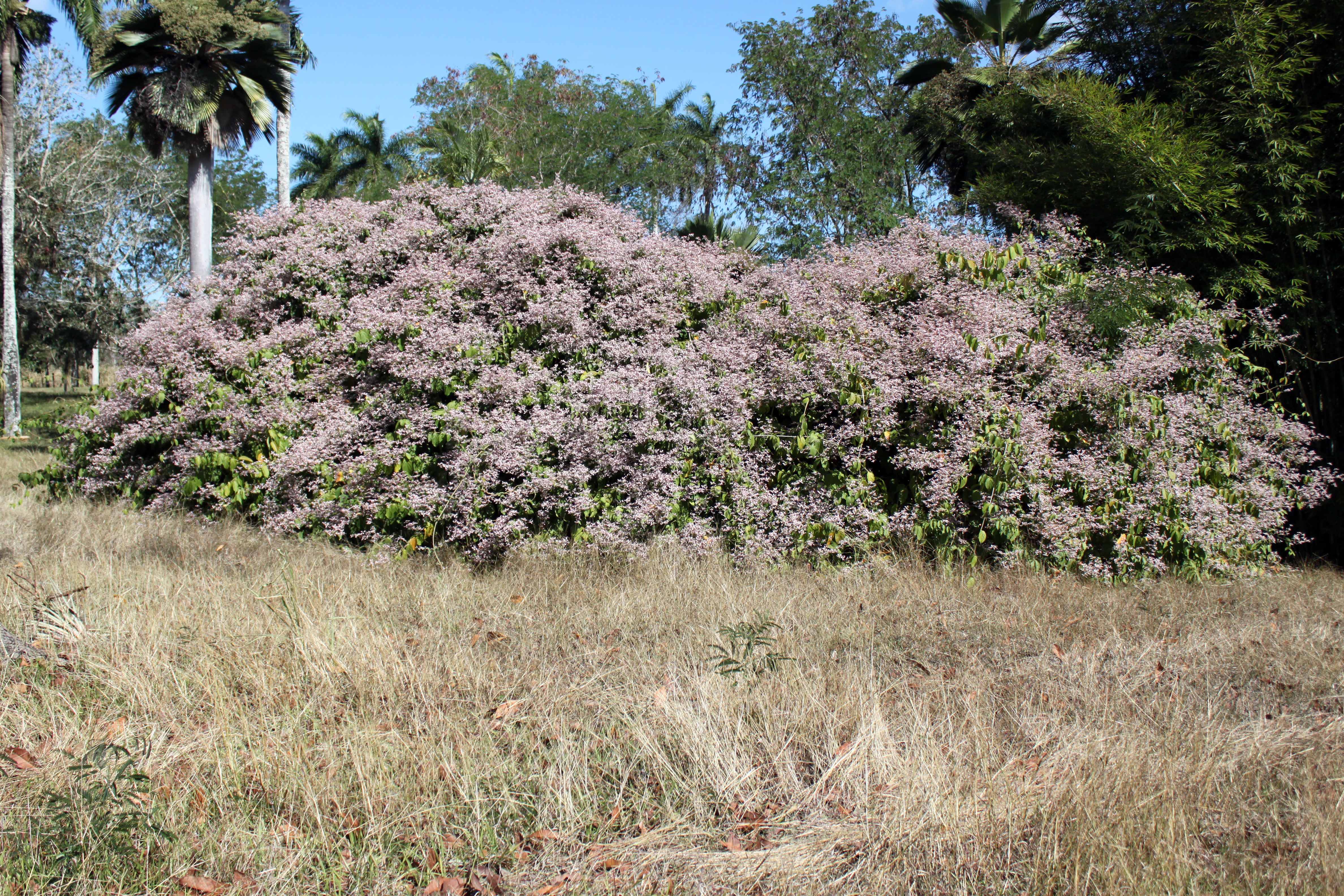
Кущі
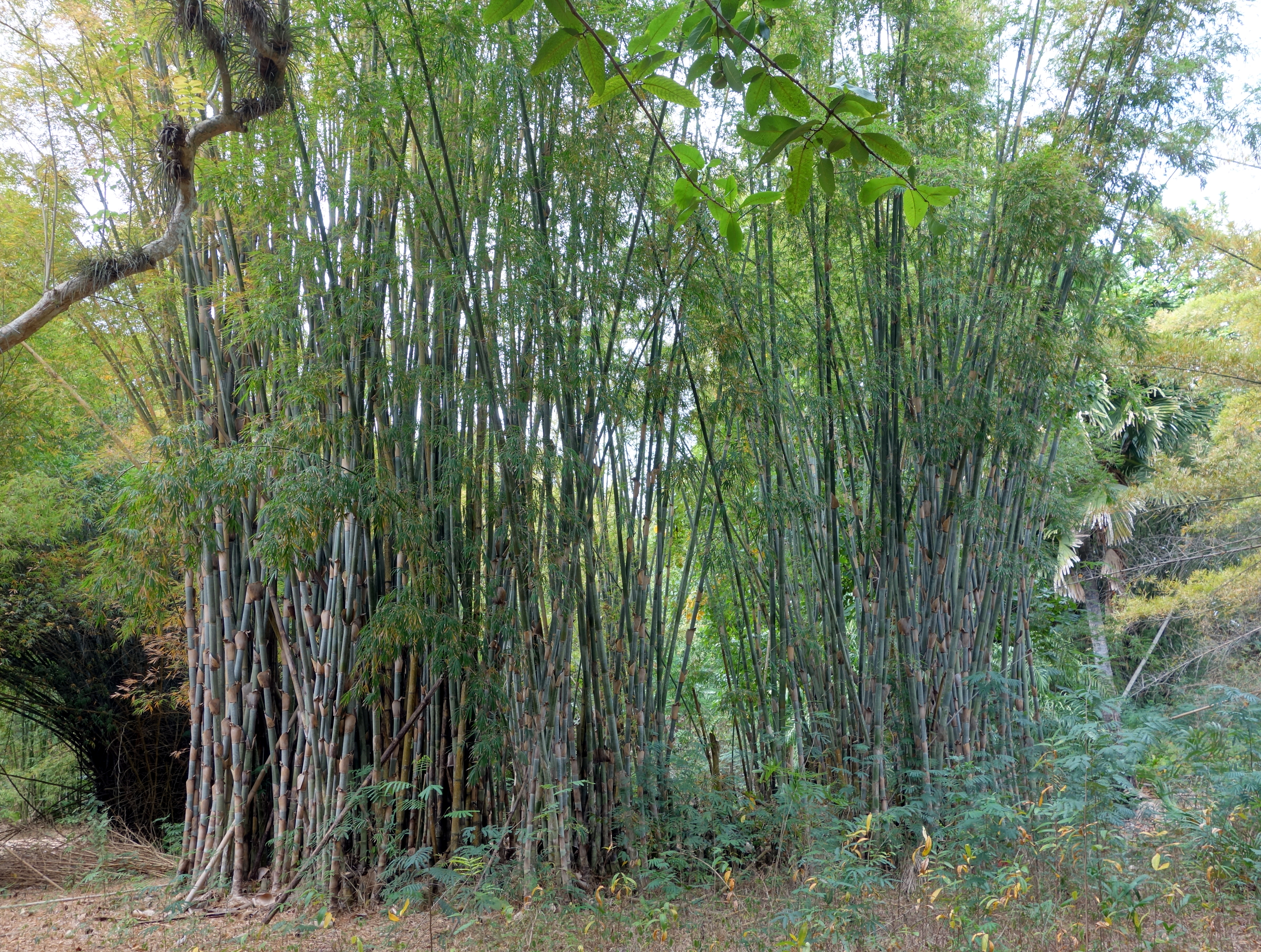
Бамбук
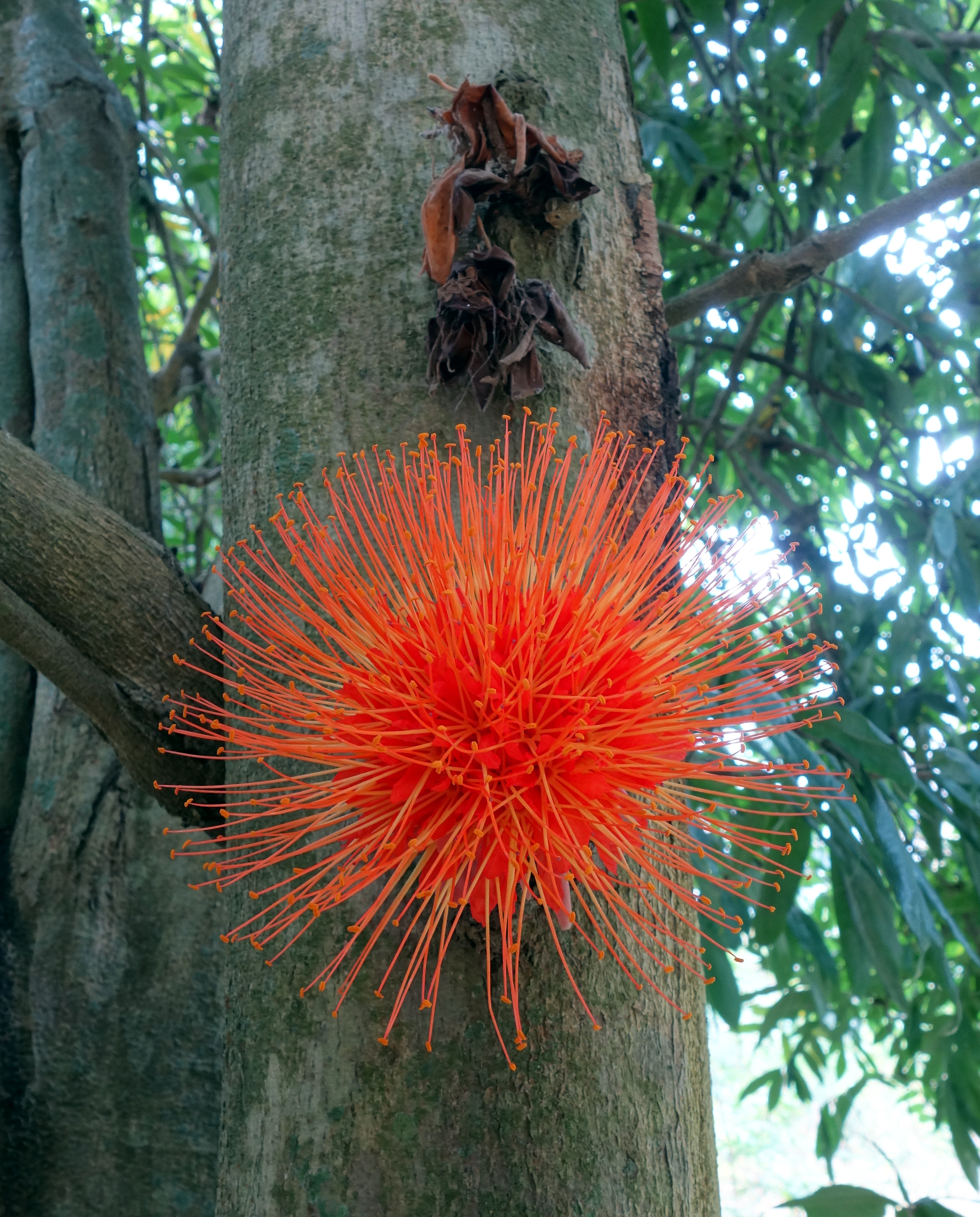
Brownea macrophylla
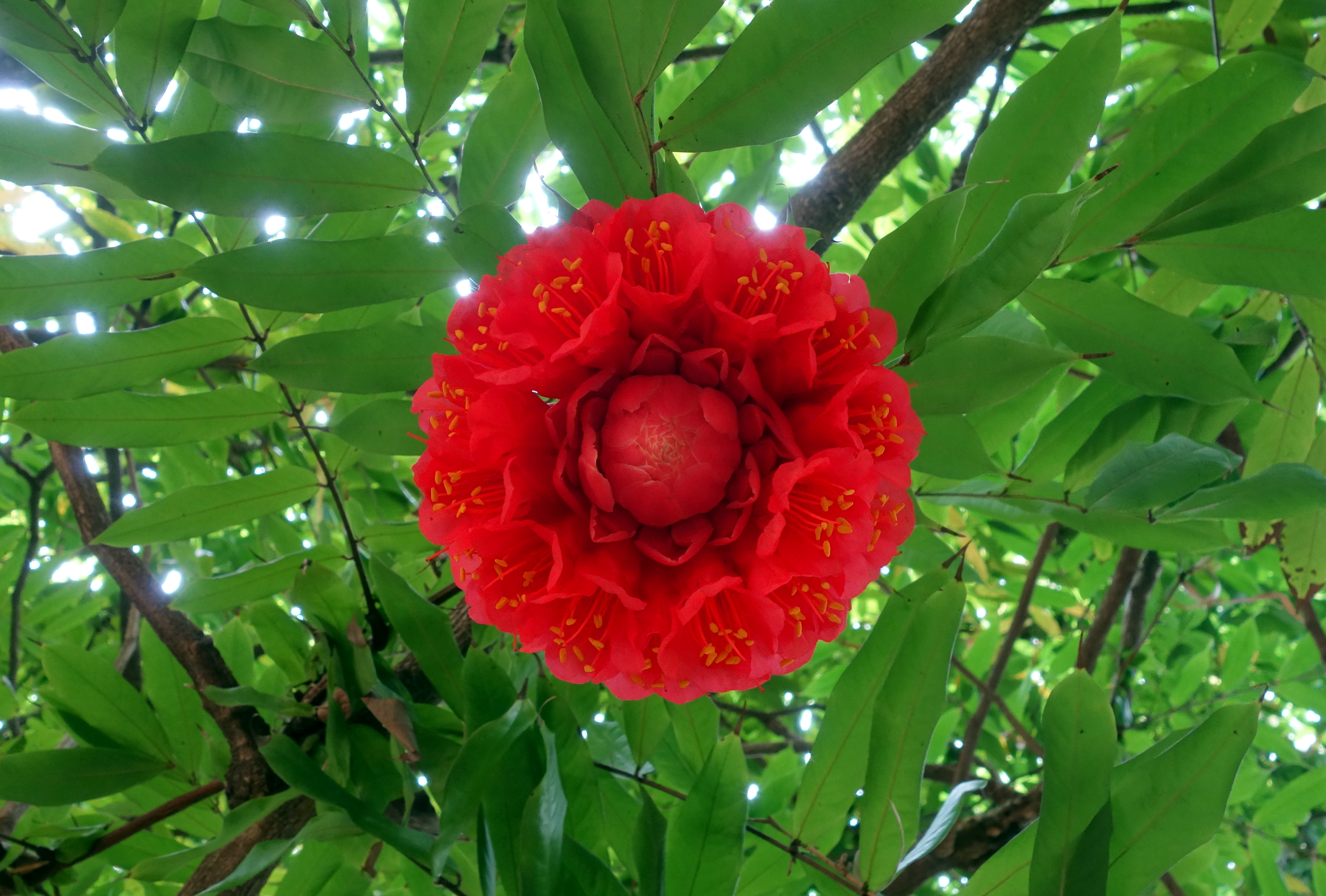
Brownea grandiceps
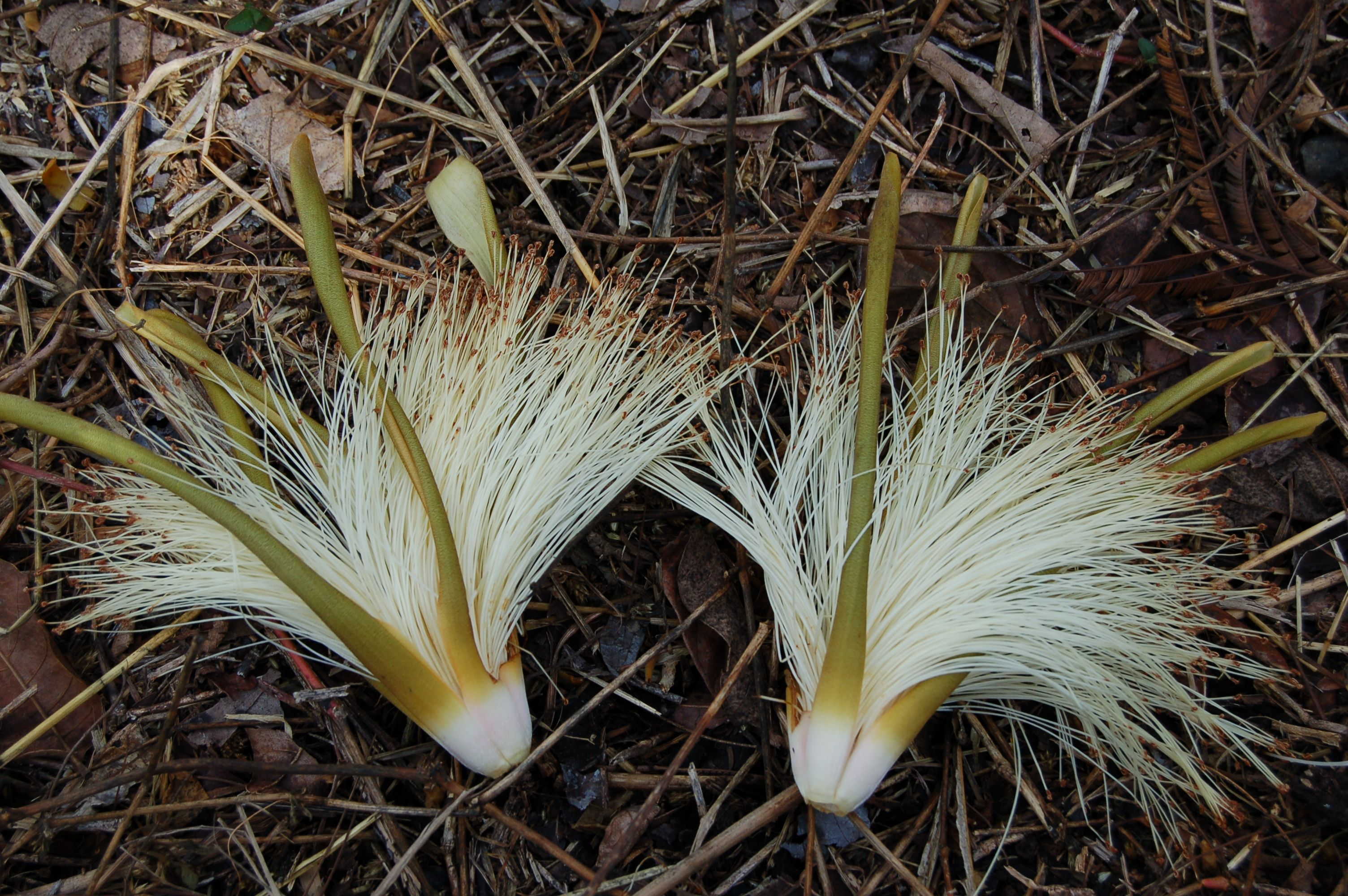
Pseudobombax ellipticum білий
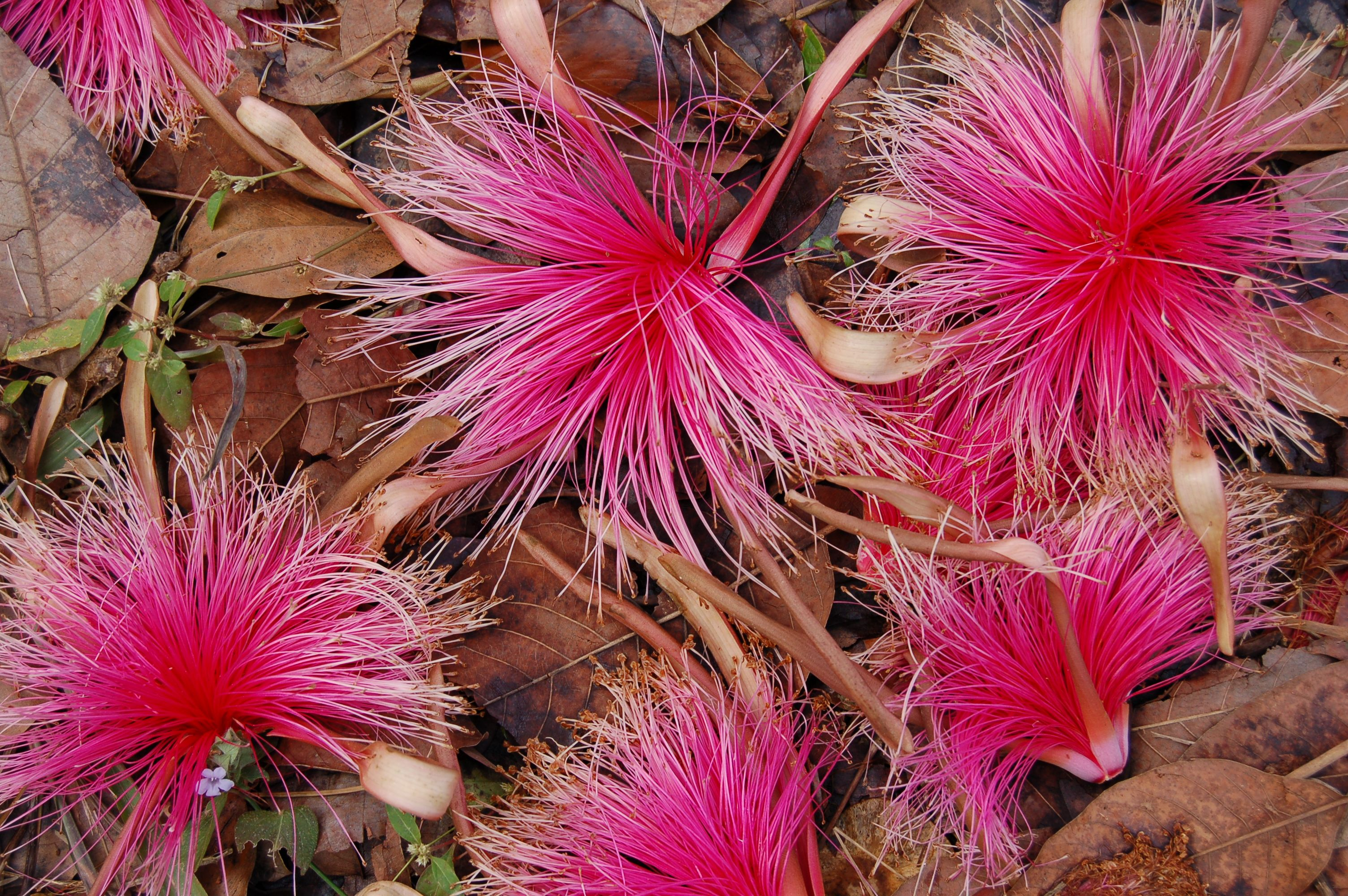
Pseudobombax ellipticum рожевий